# Stockholms Södra
Stockholms Södra eller Södra Station er en jernbanestation i bydelen Södermalm i Stockholm, Sverige, der betjenes af Stockholms pendeltåg.
Stationen blev indviet i 1860 som den nordlige endestation på Västra Stambanan indtil indvielsen af Stockholms centralstation. Den nuværende station blev åbnet i 1989 og er en del af et større lejlighedskompleks, der er opført på den grund, hvor den tidligere station lå. Perronerne er alle beliggende under jorden.
| Jernbane | Spire Denne jernbaneartikel er en spire som bør udbygges. Du er velkommen til at hjælpe Wikipedia ved at udvide den. |

59°18′51″N 18°03′50″Ø / 59.31417°N 18.06389°Ø